# Jean de Madre
Jean De Madre De Loos (17. september 1862 – 2. januar 1934) var en britisk polospiller som deltog i OL 1900 i Paris.
Madre vandt en sølvmedalje i polo under OL 1900 i Paris. Han var med på holdet BLO Polo Club Rugby som kom på en andenplads i poloturneringen. Holdet bestod af spillere fra både Storbritannien og USA. De andre på holdet var Walter Buckmaster og Frederick Freake fra Storbritannien og Walter McCreery fra USA.